# Dragon School
Dragon School — школа на двух площадках в Оксфорде (Англия). Dragon Prep School (дети в возрасте 8-13 лет) и Dragon Pre-Prep (дети в возрасте 4-7 лет) являются школами совместного обучения. Dragon Prep School была основана в 1877 году как Оксфордская подготовительная школа. Принимает приходящих учеников и пансионеров.
Первоначально Dragon School была создана для мальчиков, но всё же принимала некоторое количество приходящих девочек. А девочки-пансионерки впервые были допущены до обучения в 1994 году. Школа поддерживает связь с такими колледжами и школами как Итонский колледж, Школа Шрусбери, Челтехменский женский колледж, школа Хэрроу, Рэдли колледж, Рагби, Малборо, Кандфордская школа, Школа Святого Эдварда, Абингдонская школа и т. д. В эти учебные заведения ученики Dragon School могут поступить после окончания школы.
Dragon School обучает детей в возрасте от 4 до 13 лет. В пансионе можно жить с 8 лет. У Dragon School существует 10 корпусов-пансионов, в том числе один еженедельный.

## История
Школа была основана комитетом оксфордских донов, среди которых самым активным был мистер Джордж. В честь святого Георгия группа решила называть себя Драконами.
Преподавание началось в сентябре 1877 года в комнатах в Баллиол-холле (Сент-Джайлсе, центральный Оксфорд) под руководством А. Э. Кларка. Через 2 года школа расширилась и переехала на 17 Крик-роуд, который стал известен как «Школьный дом». Чарльз Коттерилл Линам (известный как «Шкипер») занял пост директора в 1886 году.
В 1894 года компания Lynam взяла в аренду землю на нынешнем участке на Bardwell Road в центре Северного Оксфорда, к западу от реки Cherwell. 4000 фунтов стерлингов было собрано по подписке местных родителей на возведение новых школьных зданий. Переезд был завершён в течение года. Школа была известна как Оксфордская подготовительная школа, а также Линн, но постепенно было принято её нынешнее название.
В 1894 г. CC Lynam взяла в аренду землю на нынешнем участке на Bardwell Road в центре Северного Оксфорда, к западу от реки Cherwell . 4000 фунтов стерлингов было собрано по подписке местных родителей на возведение новых школьных зданий и переезд был завершён в течение года. Школа была известна как Оксфордская подготовительная школа, а также Линн , но постепенно её нынешнее название было принято.
Dragon School стала второй школы, ученики которой приняли участие в конкурсе «Премич Истории Бороны». Многие её даже выиграли. Это произошло в 1895 году.
Школа стала известна из-за большого количества выдающихся выпускников.

## Директора школы
- Преподобный А. Е. Кларк 1877—1886
- ЦК Линам («Шкипер») 1886—1920
- А. Е. Линам («Гул») 1920—1942
- JHR Lynam («Joc») 1942—1965
- Р. К. Инграм («Инки») 1965—1989
- MWA Gover («Guv») 1972—1989 (руководитель дневных учеников, один из директоров «Inky»)
- NPV Ричардсон 1989—1992
- HEP Вудкок 1992—1993
- Роджер С. Траффорд 1993—2002
- Джон Р. Боуг 2002—2017
- Криспин Хайд-Данн 2017 — настоящее время

## Известные Старые Драконы
Люди, закончившие Dragon School становятся Старыми Драконами. Вот список известных Старых Драконов :
- Вишал Махадкар (род. 1978) — кинорежиссёр
- Поппи Адамс — писатель
- Хатти Арчер — бегун на длинные дистанции
- Александр Арис (род. 1973) — старший сын лауреата Нобелевской премии по демократии и правам человека Аун Сан Су Чжи и Майкл Арис
- Барон Армстронг из Илминстера (1927—2020) — государственный служащий
- Генри Барратт (род. 1983) — игрок в регби
- Сэр Гавейн Белл (1909—1995) — колониальный администратор, губернатор Северной Нигерии
- Майкл Белофф QC (род. 1942) — адвокат, президент Тринити-колледжа, Оксфорд
- Сэр Джон Бейтджеман (1906—1984) — поэт, поэт, лауреат 1972 года
- Сэр Леннокс Беркли (1903—1989) — композитор
- Кристофер Букер (1937—2019) — журналист и автор
- Ален де Боттон (род. 1969) — писатель и телевизионный продюсер
- Артур Боуэн (род. 1998) — актёр второго плана в фильме о Гарри Поттере
- Хамфри Боуэн (1929—2002) — химик и ботаник
- Джонатан Боуэн (род. 1956) — учёный
- Джулиан Бразье (род. 1953) — политик
- Генри Бретт — игрок в поло, капитан сборной Англии по поло 2003-06
- Джеймс Брюс Локхарт (1941—2018) — дипломат, офицер разведки, автор и художник
- Лорд Брюс-Локхарт (1942—2008) — политик
- Сэр Джайлс Буллард (1926—1992) — дипломат
- Сэр Джулиан Буллард (1928—2006) — дипломат
- Джон Кэмпбелл (род. 1958) — экономист
- Хамфри Карпентер (1946—2005) — журналист, автор и музыкант
- Тристрам Кэри (1925—2008) — композитор
- Саймон Коквелл (род. 1946) — комментатор фондового рынка
- Хэл Казалет — музыкант
- Кристофер Казенове (1943—2010) — актёр
- Джонатан Сесил (1939—2011) — актёр
- Леонард Чешир VC (1917—1992) — пилот RAF Второй мировой войны и активист для инвалидов
- Колин Кларк (1905—1989) — экономист
- Себастьян Крофт (род. 2001) — актёр
- Хью Дэнси (род. 1975) — актёр
- Джек Давенпорт (род. 1973) — актёр
- Квентин Дэвис — политик
- Ральф Генри Карлесс Дэвис (1918—1991) — историк
- Дама Крессида Дик (род. 1960) — старший офицер полиции
- Оливер Димсдейл (род. 1972) — актёр
- Дэвид Фаскен (1932—2006) — английский игрок в крикет и бизнесмен
- Ричард Рик Фенн (родился 23 мая 1953 года) — рок-гитарист, участник 10cc с 1976 года
- Леди Антония Фрейзер (род. 1932, урождённая Пакенхэм) — исторический автор
- Бернард Гэдни, (1909—2000) — игрок в регби и педагог
- Дуглас Гайднер, (1910—1979) — педиатр
- Достопочтенный Хью Гейтскелл (1906—1963) — политик, лидер Лейбористской партии в 1955—1963 годах
- Сэр Кристофер Гейдт — личный секретарь королевы Елизаветы II
- Майкл Гоф (1916—1973) — археолог
- JBS Haldane (1892—1964) — генетик и эволюционный биолог
- сэр Дональд Хардман — главный маршал авиации
- Тим Хенман (род. 1974) — теннисист
- Том Хиддлстон (род. 1981) — актёр
- Сэр Тони Хоар (род. 1934) — учёный
- Брент Хоберман — соучредитель lastminute.com
- Том Холландер (род. 1967) — актёр
- Питер Хопкирк (род. 1930) — журналист, автор
- Маршал авиации сэр Питер Хорсли (1921—2001) — командующий Королевскими ВВС
- Фрэнсис Хоутон (род. 1980) — гребец и серебряный призёр Олимпийских игр
- Лорд Хант (род. 1942) — ведущий специалист по моделированию турбулентности
- Сэр Тим Хант — биохимик и лауреат Нобелевской премии
- Эдвард Импей (род. 1962) — историк, археолог, куратор музея, мастер оружейных и генеральный директор Королевских оружейных
- Брайан Инглис (1916—1993) — журналист и историк
- Макс Айронс (род. 1985) — актёр
- Пико Айер (род. 1957) — журналист и автор
- Питер Джей (род. 1937) — телевизионный журналист и бывший редактор BBC по экономике
- Патрик Дженкин PC (лорд Дженкин из Родинга, родился 1926) — политический деятель
- Дэвид Джессел — журналист
- Стивен Джессел — журналист
- СЕМ Джоад — философ
- Дом Джоли (род. 1968) — комик
- Сэр Джон Кендрю (1917—1997) — молекулярный биолог и нобелевский лауреат
- Эндрю Лэк (род. 1953) — биолог и ботаник
- Бен Лэмб — актёр
- Хью Лори (род. 1959) — комик, музыкант и актёр
- Алан Макфарлейн — антрополог и историк
- Ланселот Маллиё — политик
- Генри Марш (род. 1950) — нейрохирург и автор
- Оливер Милберн — актёр
- Хью Майлз (род. 1977) — журналист и автор
- Наоми Митчисон (урождённая Холдейн, 1897—1999) — писательница и поэт
- Филипп Мур, барон Мур из Wolvercote (1921—2009) — государственный служащий и личный секретарь королевы
- Сэр Джон Мортимер (1923—2009) — драматург, адвокат и романист
- Сэр Питер Ньюсам (род. 1928) — педагог (также штатный сотрудник)
- Сэр Роджер Норрингтон (род. 1934) — музыкант и дирижёр
- Эд О’Брайен (род. 1968) — музыкант (член Radiohead)
- Рагех Омаар (род. 1967) — журналист и писатель
- Джулиан Опи (род. 1958) — художник
- Стивен Оппенгеймер (род. 1947) — генетический исследователь и автор
- Том Пенни (род. 1977) — скейтбордист
- Ронни Полтон-Палмер (род. Ок. 1890) — погибший в Первой мировой войне, игрок в регби
- Джонатан Пью (род. 1962) — карикатурист
- Уильям Пай (род. 1938) — скульптор
- Сэр Тимоти Райсон (1929—2011) — политик, журналист и автор
- Джек Рэндл VC (1917—1944) — выдающийся военный, T / Captain, 2-й Bn. Королевский Норфолкский полк
- Адриан Роулинс (род. 1958) — актёр кино и телевидения
- Эндрю Робинсон (род. 1957) — автор и редактор
- Уильям Лиф Робинсон — вице-президент (1895—1918), лейтенант, 39-я эскадрилья, Королевский лётный корпус
- Обри де Селинкур (1894—1962) — писатель
- Николас Шекспир (род. 1957) — журналист и писатель
- Дэвид Шукман
- Генри Шукман — поэт
- Невил Шут (1899—1960) — романист
- Сэр Джон Слессор — маршал Королевских ВВС
- Сэр Джон Смит — вице-президент, выдающийся военнослужащий, лейтенант, 15-й Лудхияна Сикхи, индийская армия
- Ричард Сорабджи (род. 1934) — академик и историк классической философии
- Тимоти Спригг (1932—2007) — философ
- Джон Сталлуорси (род. 1935) — академик и поэт
- Робин Стивенс (род. 1988) — детский автор
- Рори Стюарт (род. 1973) — политик, писатель и дипломат
- Гален Строусон (род. 1952) — философ и литературный критик
- Кристофер Толкин (1924—2020) — сын Дж. Р. Р. Толкина
- Саймон Толкин (род. 1959) — писатель и сын Кристофера Толкина
- Питер Транчелл (1922—1993) — музыкант, композитор и педагог
- 3-й барон Твидсмюир (1916—2008) — политик, писатель и поэт
- Сэр Реджинальд Тирвитт — адмирал Королевского флота
- Сэм Уэйли-Коэн (род. 1982) — жокей и бизнесмен
- Том Уорд (род. 1971) — актёр
- Пол Уоткинс (род. 1963) — писатель, номинированный на премию Букера
- Эмма Уотсон (род. 1990) — актриса, модель, активистка
- Адмирал сэр Хьюго Уайт (род. 1939) — адмирал Королевского флота, главнокомандующий флотом 1992-95
- Джек Уайтхолл (род. 1988) — комик
- Бенджамин Уитроу (1937—2017)- актёр
- Конрад Вольфрам (род. 1970) — технолог
- Стивен Вольфрам (род. 1959) — учёный и технолог
- Руперт Уайетт (род. 1972) — писатель и режиссёр
- Шон Уайли (1913—2009) — математик и взломщик кодов времён Второй мировой войны
- Баронесса Янг (1926—2002) — политик